# Friedrich Bolte (Politiker)

Friedrich Bolte

Friedrich Bolte (* 7. Dezember 1896 in Schaapsen, Gemeinde Ochtmannien; † 23. November 1959 in Neubruchhausen) war ein deutscher Politiker (NSDAP).

## Leben und Wirken
Nach dem Besuch der Volksschule und der Landwirtschaftsschule in Bassum trat Friedrich Bolte Anfang 1915 in das Garde-Schießschul-Bataillon 401 ein. Mit diesem nahm er bis zum Herbst 1918 am Ersten Weltkrieg teil, in dem er an der Ost- und der Westfront eingesetzt wurde.
Ab 1920 bewirtschaftete Bolte den Hof seines Vaters. Zum 1. April 1929 trat er der NSDAP bei (Mitgliedsnummer 125.564). Anfang 1933 wurde er Mitglied des Preußischen Landtages und im Herbst desselben Jahres Abgeordneter des Reichstages, dem er bis zur Ungültigkeitserklärung seines Mandates am 26. November 1934 als Vertreter des Wahlkreises 16 (Südhannover-Braunschweig) angehörte. Im Dezember 1934 rückte Werner Kropp für Bolte in den Reichstag nach.
Bolte war zudem Mitglied des Vorstandes der Landwirtschaftskammer und Provinziallandtagsabgeordneter in Hannover sowie Mitglied des Landeskirchensenats und des Kreisausschusses.
Er wurde im November 1934 wegen Unterschlagung von Geldern der NSDAP-Kreisleitung aus der NSDAP ausgeschlossen. Zwischen September und Dezember 1939 war er Soldat bei einer Fahrkolonne der Wehrmacht in Eutin. 1943 wurde er erneut für ein halbes Jahr zum Kriegsdienst eingezogen und war Wachtmeister bei der Luftschutzpolizei Bremen.
Nach 1945 war er nicht mehr politisch aktiv. Im Rahmen der Entnazifizierung wurde er im Mai 1950 in die Kategorie Mitläufer mit dem Abspruch der Wählbarkeit eingestuft.